# Lijst van burgemeesters van Hooge en Lage Mierde
Dit is een lijst van burgemeesters van de voormalige Nederlandse gemeente Hooge en Lage Mierde tot die gemeente op 1 januari 1997 opging in de gemeente Reusel-De Mierden.
| Ambtsperiode | Naam burgemeester            | Partij of stroming | Bijzonderheden                                        |
| ------------ | ---------------------------- | ------------------ | ----------------------------------------------------- |
| 18?? - 18??  | Bartholomeus Verhagen        |                    |                                                       |
| 1838? - 1882 | S. Verhagen                  |                    |                                                       |
| 1882 - 1895  | Jan Hendrik Jockin           |                    |                                                       |
| 1895 - 1917  | Franciscus Lodovicus Tillieu |                    |                                                       |
| 1917 - 1931  | J. Goutsmits                 |                    |                                                       |
| 1931 - 1946  | Ch.H.A.M. Herculeijns        |                    |                                                       |
| 1947 - 1965  | Jan (J.J.W.) van der Burg    |                    |                                                       |
| 1965 - 1974  | Jan (J.) Meijs               | KVP                |                                                       |
| 1975 - 1986  | Jan (J.A.M.) van Homelen     | KVP / CDA          |                                                       |
| 1987 - 1997  | Ad (A.J.) Verheijden         | CDA                | tevens waarnemend burgemeester van Reusel (1993-1997) |